# Heterorachis dichorda
Heterorachis dichorda là một loài bướm đêm trong họ Geometridae.